# پرسنت
پرسِنِت (انگلیسی: Persenet) یا پِرسونت یا پر-سِنت ملکه‌ای در مصر باستان و همسر بزرگ سلطنتی در دودمان چهارم مصر بود. او ممکن است دختر فرعون خوفو و همسر فرعون خفرع بوده باشد. شهرت اصلی او از طریق مقبره‌اش در جیزه (G 8156) به دست آمده است.

## زندگی‌نامه
بر اساس گفتهٔ گراژتسکی، مجموعهٔ کامل عنوان‌های پرسنت عبارت بود از:
- «بزرگ عصا» (wr.t-ḥts)،
- «همسر محبوب پادشاه» (ḥm.t-nỉswt mrỉỉt=f)،
- «دختر تنی پادشاه» (sat-niswt-nt-xtf).

موقعیت مکانی مقبرهٔ او نشان می‌دهد که او احتمالاً همسر فرعون خفرع و شاید فرعون خوفو بوده است.
پرسنت ممکن است مادر وزیر نیکائورع نیز بوده باشد.

## مقبره
مقبرهٔ پرسِنِت با شمارهٔ ال‌جی ۸۸ در جیزه ثبت شده است (طبق شماره‌گذاری‌ای که توسط کارل ریچارد لپسیوس ارائه شده). همچنین این مقبره با کد جی ۸۱۵۶ نیز شناخته می‌شود.
این مقبره یک مصطبهٔ سنگ‌بریده است که در بخش «محوطهٔ مرکزی» از مجموعه اهرام جیزه قرار دارد.
مقبرهٔ پرسِنِت در کنار مقبرهٔ نیکائورع قرار دارد و احتمال می‌رود که هر دو هم‌زمان ساخته شده باشند.
مقبرهٔ پرسِنِت از طریق ورودی‌ای در دیوار جنوبی یا ورودی‌ای در دیوار شرقی که به مقبرهٔ نیکائورع متصل می‌شود، قابل دسترسی است.
اتاق داخلی آن به شکل L است و شامل دو ستون می‌باشد.
اگرچه دیوارهای آن فاقد تزئینات هستند، ولی ستون‌ها دارای کتیبه‌هایی هستند.